# کاتسویوری شیباتا
کاتسویوری شیباتا (انگلیسی: Katsuyori Shibata؛ زادهٔ ۱۷ نوامبر ۱۹۷۹) ورزشکار هنرهای رزمی ترکیبی و کشتی‌گیر کشتی حرفه‌ای اهل ژاپن است.